# Борозди
Бо́розди (рос. Борозды) — присілок у Окуловському районі Новгородської області Російської Федерації.
Населення становить 0 осіб. Належить до муніципального утворення Турбинне сільське поселення.

## Історія
До 1927 року населений пункт перебував у складі Новгородської губернії. У 1927—1944 роках перебував у складі Ленінградської області.
Згідно із законом N 355-ОЗ від 2 грудня 2004 року належить до муніципального утворення Турбинне сільське поселення.

## Населення
| 2009 | 2010 | 2011 |
| ---- | ---- | ---- |
| 0    | →0   | →0   |